# Nacarina gladius
Nacarina gladius är en insektsart som beskrevs av De Freitas och Penny 2001. Nacarina gladius ingår i släktet Nacarina och familjen guldögonsländor. Inga underarter finns listade i Catalogue of Life.